# Transactions of the American Mathematical Society
Transactions of the American Mathematical Society — ежемесячный математический журнал, публикуемый Американским математическим обществом.
Издаётся с 1900 года.
Публикует статьи во всех областях чистой и прикладной математики.
Обязательное требование журнала к статьям — они должны быть не менее 15 страниц длиной.

## Другие журналы Американского математического общества
- American Mathematical Monthly
- Journal of the American Mathematical Society
- Memoirs of the American Mathematical Society
- Notices of the American Mathematical Society
- Proceedings of the American Mathematical Society
- Notices of the American Mathematical Society